# Nadifa Mohamed
Nadifa Mohamed (tiếng Somalia: Nadiifa Maxamed, tiếng Ả Rập: نظيفة محمد) sinh năm 1981 tại Hargeisa, Somalia là nhà văn người Anh gốc Somalia.

## Tiểu sử
Nadifa sinh tại Hargeisa, Somalia năm 1981. Năm 1986, cô cùng với gia đình di chuyển sang cư ngụ ở London, Anh. Tại đây, Nadifa học môn Lịch sử và Chính trị ở Đại học Oxford.
Hiện nay cô sống ở London và đang viết quyển tiểu thuyết thứ hai của mình.

## Sự nghiệp văn học
Quyển tiểu thuyết đầu tay của Nadifa là quyển Black Mamba Boy xuất bản năm 2009, một quyển nửa-tự truyện về cuộc đời của cha cô ở Yemen trong thập niên 1930 và 1940, dưới thời là thuộc địa. Quyển này đã đoạt Giải Betty Trask năm 2010, và được đưa vào vòng trong của nhiều giải khác, trong đó có 2010 Giải sách đầu tay Guardian (Guardian First Book Award) năm 2010, giải Dylan Thomas năm 2010, và giải John Llewellyn Rhys năm 2010. Quyển này cũng được đề cử cho giải Orange Prize for Fiction năm 2010.

## Tác phẩm
- Black Mamba Boy (2009)

## Giải thưởng
- Giải Betty Trask (2010)